# Naufrágio do Rio Apa
O vapor Rio Apa foi um navio do tipo paquete, pertencente à Companhia Nacional de Navegação a Vapor, que, na noite de 11 para 12 de julho de 1887, naufragou ao largo de Rio Grande, no Rio Grande do Sul, onde faria escala, quando seguia do Rio de Janeiro para Montevidéu, no Uruguai.
O navio foi vítima de uma terrível tempestade que se abateu sobre o litoral daquele estado, que também afundou outros quatro barcos, custando a vida de todos a bordo. Nunca se apurou com exatidão o número de mortos, mas estima-se que o número de vítimas tenha sido entre 107 e 126 pessoas.
Foi o pior desastre marítimo do século XIX, e o quinto mais mortífero a se suceder com um navio nacional em tempos de paz, em um tempo que os meios de comunicação, sobretudo no sul do Brasil, resumiam-se à imprensa escrita e às quase inexistentes linhas de telegrafia.
A maioria dos embarcados eram militares que se dirigiam à Corumbá, na então isolada província de Mato Grosso (hoje no Mato Grosso do Sul), cujo acesso, à época, era feito, primeiro pelo mar e depois subindo pelos rios da bacia do Prata (rio da Prata, rio Paraná e rio Paraguai), em viagens que duravam meses.
Sendo grande parte dos mortos pertencente à elite brasileira de então, o desastre causou enorme comoção no meio marítimo e militar, repercutindo na capital do Império, de onde acenderam-se calorosas discussões e debates no meio político sobre as dificuldades enfrentadas pela navegação em geral, sobretudo pela falta de cartas náuticas adequadas e de um serviço de meteorologia confiável, dentre outros problemas. Da imprensa, partiram severas críticas às autoridades públicas, em especial ao serviço de praticagem local e à companhia de navegação, devido ao descaso e ao despreparo no socorro às vítimas, cujos corpos insepultos ficaram dias nas praias da região, sendo vilipendiados por saqueadores e bandoleiros.
Por outro lado, a tragédia serviu para acelerar a resolução, em parte, de dois grandes problemas que afetavam a navegação no litoral sul do Brasil: a melhoria no sistema de previsão do tempo e, especificamente, a construção, em Rio Grande, dos molhes da barra – paredões formados por blocos de pedra, colocados perpendicularmente à costa a partir da embocadura da Lagoa dos Patos que avançam mar afora -, cuja finalidade é evitar o assoreamento do canal de acesso ao porto daquela cidade. Sinale-se que tal obra ficou pronta somente em 1915, quase trinta anos após o desastre com o Rio Apa.

## O navio
O Rio Apa fora construído nos estaleiros da Henry Murray Co, de Glasgow, Escócia sob encomenda da Companhia Nacional de Navegação a Vapor, lançado em 12 de maio de 1879, tendo sido completado em julho daquele mesmo ano.
Feito com casco de ferro, possuía 902 toneladas de arqueação bruta (GRT), distribuídas por 220 pés (aprox. 67 metros) de comprimento, 26 pés (aprox. 8 metros) de largura e 9 pés (aprox. 2,75 metros) de pontal. Seu calado (carregado) era de 8 pés (2,44 metros), com capacidade para 330 toneladas de carga e 116 toneladas de carvão.
Era movido por uma máquina a vapor do tipo Compound, com potência nominal de 190 HP, fazendo-o alcançar uma velocidade de 11 nós. Tinha acomodações para 160 pessoas (80 na 1ª e 2ª classe e outras 80 na 3ª classe) e uma tripulação composta por 40 homens.

## A companhia
Pouco se conhece a respeito da proprietária do Rio Apa, a Companhia Nacional de Navegação a Vapor, em seus dezenove anos de existência.
A empresa fora criada em 1871, juntamente com outra companhia congênere – a Companhia Brasileira de Navegação a Vapor – a partir da falência da Companhia Brasileira de Paquete a Vapor, fundada em 1833, da qual as novas empresas assumiram as linhas regulares de navegação, bem como adquiriram seus equipamentos.
A "Nacional" ficou com a chamada "linha sul" (Santos, Paranaguá, São Francisco, Desterro, Rio Grande, Pelotas, Porto Alegre, Montevidéu e Buenos Aires), e fazia 48 viagens redondas por ano, recebendo uma subvenção de 589:250$000, ao passo que, a "Brasileira" ficou com a denominada "linha norte" (Espírito Santo, Bahia, Maceió, Pernambuco, Paraíba, Natal, Ceará, Maranhão, Pará e Manaus), com 36 viagens redondas por ano e uma subvenção do governo de 708:750$000.
Estas duas empresas consagraram-se como as maiores do país, cobrindo todo o litoral brasileiro, e chegando, após a Guerra do Paraguai, até a Província de Mato Grosso, destino final do Rio Apa. Foi a partir da fusão de ambas – e mais algumas pequenas empresas – que se fundou o Lloyd Brasileiro, em 1890.
À época do desastre a companhia possuía mais cinco vapores: Rápido, Rio Jaguarão, Rio Negro, e os maiores Rio Paraná e Rio Pardo, ambos com 1.509 toneladas de arqueação. Houve, ainda, um navio gêmeo ao Rio Apa, o Rio Branco, que também teve vida curta, tendo sido entregue em 1880 e naufragado em abril de 1883.

## O contexto geográfico
Para entender o naufrágio do Rio Apa, é necessário que se tenha uma certa noção sobre a geografia da região litorânea do Rio Grande do Sul, os fenômenos meteorológicos e oceanográficos que frequentemente lá ocorrem, tais como ciclones, frentes frias, pistas de vento e marés, bem como os procedimentos que se faziam para a entrada e saída de navios no porto de Rio Grande.

### O litoral

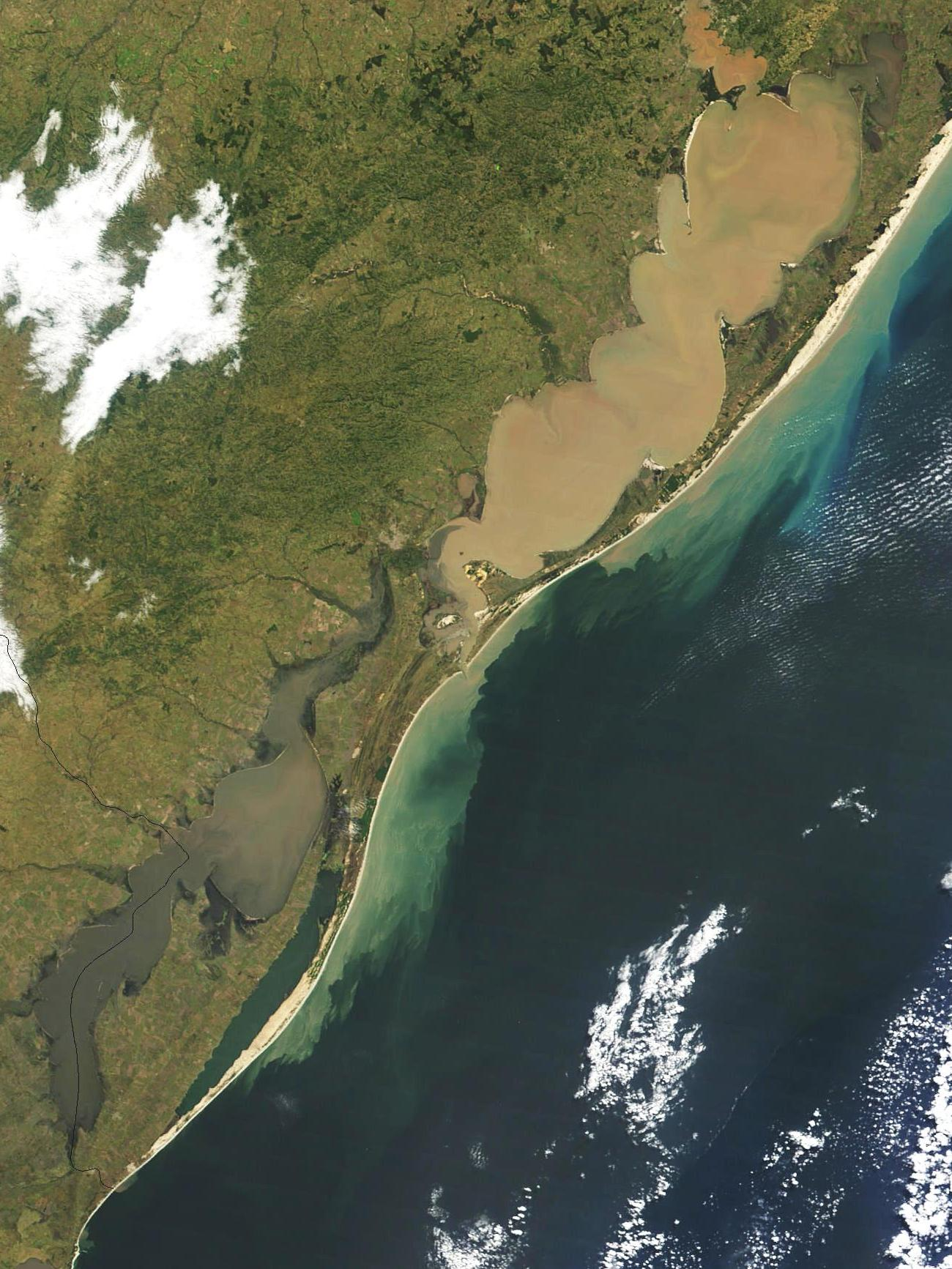
Imagem do litoral do Rio Grande do Sul. Na porção superior direta da imagem, a lagoa dos Patos; na porção inferior esquerda, a lagoa Mirim. Exatamente, no centro, o Canal do Norte e a Barra do Rio Grande, onde desembocam as águas das duas lagoas.

O litoral do Rio Grande do Sul possui cerca de 600 km de extensão e uma forma praticamente retilínea, arenosa e de baixa altitude, sem aspectos notáveis para a navegação, como baías e portos abrigados. Suas águas são de tonalidade marrom, a qual tem a ver com a maior quantidade de nutrientes, como também da diferença de profundidade das plataformas. A plataforma continental no sul é mais rasa, mais remexida pelas correntes, pelos ventos e pelas ondas o que tornam as águas mais turvas pelo constante movimento dos sedimentos marinhos.
Somente dois rios deságuam diretamente no oceano Atlântico: o rio Mampituba, no extremo norte, na divisa com Santa Catarina; e o arroio Chuí, no extremo sul, na divisa com o Uruguai.
Entre eles, existem dois outros "rios", que na verdade são canais que ligam as lagoas internas ao mar; um na porção norte do litoral, em Tramandaí, e o outro, na porção sul, a jusante da cidade de Rio Grande, onde a lagoa dos Patos desemboca no Oceano Atlântico, denominado Canal do Norte.
Assim, excetuadas as águas levadas diretamente ao oceano Atlântico por aqueles dois pequenos rios, as demais águas da bacia hidrográfica oriental do Rio Grande do Sul e do nordeste do Uruguai são coletadas pelas lagoa dos Patos e lagoa Mirim. As águas desta última são levadas à primeira através do Canal de São Gonçalo, que, em seu curso de cerca de 70 Km, recebe vários afluentes em sua margem esquerda e vários arroios em sua margem direita. As águas das duas grandes lagoas, assim reunidas, são levadas ao Oceano Atlântico pelo largo e profundo Canal do Norte.

### A barra
O Canal do Norte, ao lançar-se ao mar, tinha a sua foz obstruída por uma barra, denominação dada a bancos de areia, que mudavam de posição de acordo com os ventos, as marés e as ondas, através dos quais situavam-se pontos navegáveis, e onde as profundidades oscilavam em torno de 15 (quinze) palmos. Segundo dados antigos, por volta de 1883, a profundidade na barra era apenas 2,75 metros.
Ante a pequena profundidade e o perigo que a travessia da barra opunha à navegação que demandava ao porto do Rio Grande - e que era então, a vela, em sua grande maioria -, o Governo Imperial criou, em 1846, a Inspetoria da Praticagem da Barra, instalada na povoação da Barra, sob a direção de um oficial da armada nacional, servida por práticos conhecedores das tradições antigas da barra e por grande número de marinheiros. Dispunha de numerosos escaleres e de um salva-vidas. As sondagens da barra eram feitas por meio de um navio a vapor, acompanhado por uma catraia, que ficava fundeada em um ponto conveniente do banco e indicava aos navios a entrada ou saída, por meio de sinais.
Apesar do aparato, eram frequentes as demoras, tanto para a entrada como para a saída dos navios, à espera de condições propícias para transpor a barra e aceder ao porto. Houve casos em que navios, com calado de mais três metros, tiveram de esperar 60 dias e até mais, para poderem sair ou entrar. Foi justamente numa dessas "esperas" que o Rio Apa foi colhido pela tempestade.
Para o viajante francês Auguste Saint-Hilaire, a barra e o porto de Rio Grande ofereciam uma visão melancólica:"Destroços de embarcações semienterradas na areia lembram terríveis desastres, e nossa alma enche-se pouco a pouco de melancolia e terror". De fato, o umbral de entrada da Província, a sua porta de comunicação com o mundo, era um sinistro gargalo sorvedor de vidas.

### O vento
Na costa do Rio Grande do Sul, um dos ventos predominantes é o chamado "carpinteiro da praia", ou simplesmente "carpinteiro", o qual sopra do oceano para o continente perpendicular à costa, vindo do sudeste.
À época do naufrágio, os "Carpinteiros" eram difíceis de serem previstos devido a ausência de ilhas em que se pudessem organizar estações de observação meteorológica. Naquela madrugada fatídica, o litoral sul do Brasil enfrentou uma das mais violentas tempestades do final do século XIX, registrada pelos meteorologistas e observadores do tempo da ocasião. Segundo pescadores e moradores próximos a Bojurú e São José do Norte, os ventos na madrugada daquele dia eram quase "ciclônicos" e ondas que ultrapassavam os seis metros.

## O naufrágio
O navio havia saído no início do mês de julho do Rio de Janeiro, tendo feito várias escalas no trajeto (Santos, Paranaguá, Itajaí), sendo a última em Desterro (atual Florianópolis), onde embarcaram vários passageiros. Sua próxima escala seria em Montevidéu, tendo como destino final, Corumbá, na então província de Mato Grosso.
No dia 10 de julho, um domingo, ele foi avistado passando pela cidade de Mostardas rumando para o sul, de onde foi emitido um comunicado para Rio Grande informando a sua passagem. O vapor faria uma escala naquela cidade, para o desembarque de carga e de alguns passageiros. Também havia a bordo pessoas originárias de Pelotas e de Porto Alegre.
De acordo com o costume, uma vez que era o único meio de transporte para longos trajetos, as companhias de navegação mandavam publicar anúncios comerciais nos jornais das cidades em que os navios fariam escalas. Com o Rio Apa não foi diferente, e, ironicamente, no dia do sinistro, anúncios publicitários constavam dos principais jornais locais (o Diário do Rio Grande e o Eccho do Sul ): "Companhia Nacional de Navegação a Vapor. Para Montevideo, o paquete Rio Apa, esperando hoje do Rio, segue para o porto acima no dia 13. Recebem passageiros e carga".
Levando em conta que se tratava de um navio moderno – tinha oito anos de uso – e luxuoso para os padrões da época, um grande número de pessoas, apesar do mau tempo, se dirigiu à desembocadura da lagoa dos Patos próximo à praia do Cassino para verem a chegada do navio na manhã da segunda-feira, 11 de julho.
O vapor era comandado pelo capitão Fábio Pereira Franco, tendo como imediato o tenente Souza Reis, que viajava acompanhado de sua esposa.
Vinha contornando a costa a uma distância razoável, tendo em vista a forte rebentação que se fazia a três milhas fora dos bancos de areia e chegou à barra por volta das duas da tarde do dia 11. O tempo estava escuro, mas não a ponto de não ser avistado. Assim, a estação de praticagem o avistou uma hora e meia mais tarde, tendo sido mandado a seu encontro a lancha São Leopoldo, para que a praticagem soubesse de seu calado. Nesse ínterim, sobreveio forte cerração e o navio se perdeu de vista, tendo a lancha retornado ao seu ancoradouro na povoação da Barra. Depressões barométricas indicavam tempestade.
De fato, às nove horas da noite, caiu um forte temporal, com o vento "carpinteiro" fortíssimo, soprando de SSE, e que se prolongaria até às duas horas da madrugada seguinte, vindo a se repetir com mais intensidade por volta das quatro horas da madrugada do dia 12 de julho. O navio, que estava fundeado aproximadamente quatro milhas para fora da barra, não resistiu à força da natureza e sucumbiu entre as ondas gigantes que o atacaram.
No dia seguinte, a praticagem tentou contato com o vapor, mas não mais o avistou. Na imprensa, começavam a surgir as primeiras especulações acerca do desaparecimento do paquete. O Diário do Rio Grande, na edição de 12 de julho, destacou: "O Rio Apa. – Este vapor procedente do Rio de Janeiro apareceu ontem à Barra, fundeado fora por não poder entrar."
A nota transcrita do periódico demonstrou que ainda não era cogitada a possibilidade da ocorrência da tragédia. Apesar dos sucessivos temporais que, embora com menor intensidade que se fizeram sentir na região, o pensamento geral era de que o navio estivesse apenas atrasado, depois de ter sido visto tentando adentrar a barra.
Com o passar do tempo sem notícias, e sem contato visual com o navio, começaram a surgir as primeiras inquietações acerca do destino do Rio Apa. No dia 15 de julho, a Companhia de Navegação a Vapor determinou ao navio Rio Jaguarão, ancorado em Desterro, que rumasse ao sul a fim de apurar notícias sobre o Rio Apa. Após as buscas daquele dia, o navio já era dado como desaparecido.
No dia 16 de julho, já não havia mais dúvidas acerca do naufrágio, conforme discorreu o jornal Eccho do Sul:
ECCHO DO SUL. URGENTE. "Escrevem-nos da barra, a última hora: infelizmente já não há mais dúvidas sobre o naufrágio do Rio Apa (…)Há poucos momentos foi encontrado um cabide pertencente à câmara daquele paquete, objeto esse que segue para esta cidade na mesma embarcação que conduz estas linhas. A praia está cheia de destroços e de volumes desde aqui até muitas milhas para o norte. O Rio Apa foi provavelmente surpreendido pelo furacão no momento em que cruzava a vista do farol; tomado pelo vértice quando virava de bordo ou fazia alguma manobra, adernou precipitando-se no abismo das águas. Não deve estar longe o casco (…) P.S. – Já depois de escritas as linhas acima, chegou um pescador com a notícia de que para além do Araçá, tem dado a praia numerosos cadáveres" (…). Eccho do Sul. 16-07-1887.
Telegramas de vários lugares começavam a chegar a Rio Grande, dentre eles, um vindo do Rio de Janeiro, no dia 19, solicitando notícias sobre a senhora Maria Augusta de Souza Reis, esposa do imediato.
Com a confirmação do naufrágio, buscaram-se notícias sobre possíveis sobreviventes. Até o dia 25, havia a crença de que não tivessem ocorrido mortes ou, pelo menos, que teriam sido poucas, pois somente destroços haviam sido encontrados nas praias próximas à barra. Naquele dia, no Pontal da Barra, foi recolhido o primeiro corpo: era de um soldado.
No dia 27, todas as esperanças em se encontrar sobreviventes se dissiparam, conforme estampou o Diário do Rio Grande, na edição daquele dia: Está tudo acabado! Apesar de ciente da dimensão do desastre, a opinião pública – capitaneada pelos dois jornais – acreditava numa possível explosão das caldeiras do navio, o que teria promovido a morte súbita e repentina dos que vinham a bordo, uma vez que, até então, poucos corpos tinham sido encontrados. Em 28 de julho, o Eccho do Sul noticiou: "Uma morte menos aflitiva que a que produz a asfixia por submersão. Por outro lado, explica-se o não-aparecimento dos cadáveres, surpreendidos os infelizes passageiros e tripulantes pela catástrofe, voaram mutilados com os destroços do navio, e, só Deus sabe onde andam agora os seus restos …".
Mas os mortos começaram a aparecer em grande número principalmente nas praias mais ao norte da barra, próximo à vila do Bojurú (atual distrito do município de São José do Norte). Apareciam em grupo de oito a dez. Estranhamente, o estado de conservação dos corpos era razoável, o que foi constatado nos demais que eram encontrados pela praia. Diante dos fatos, a crença na morte súbita pela explosão e pelo rápido afundamento foi se dissipando, e começou a ser defendida, na imprensa, a hipótese de que muitos sobreviveram ao naufrágio, e morreram, já nas praias, por falta de socorro imediato.
Infelizmente foram quase todos enterrados de imediato na própria praia, impedindo exames que comprovassem a causa mortis. A orientação para o rápido enterro era para que os corpos não ficassem expostos à voracidade dos abutres e dos cães. No entanto, o desastre, trágico por si só, ainda reservaria uma capítulo de triste memória, como uma espécie de arremate final do terror.

## Vilipêndio aos cadáveres
O fato mais marcante da tragédia e, fartamente explorado pelos jornais, gerando uma onda de indignação e vergonha nacional, especialmente dentre as classes mais esclarecidas, foi a descoberta de que muitos cadáveres teriam sido vilipendiados por grupos de bandoleiros, bem como pela população que vivia na costa. Cenas de rapinagem foram relatadas por correspondentes, como o do jornal Eccho do Sul, que cobria os acontecimentos no Pontal da Barra:

(…) "tudo parece virado. Ao longo das praias não se vê senão bandos de indivíduos que conseguem iludir a vigilância dos guardas e apoderar-se de objetos que vêm à costa. Entre esses indivíduos figuram mulheres e crianças". Eccho do Sul. 16-07-1887.
.
Nos dias que se seguiram, à medida que mais corpos eram encontrados, mais notícias sobre as pilhagens eram reveladas pelo jornais. Registros de ferimentos aparentemente produzidos por estocadas de arma branca e um grande talho na perna de um dos corpos foram identificados. Alguns corpos, quando foram recolhidos pelas autoridades locais, estavam mutilados sem os dedos e muitos até com as mãos decepadas.
Relatos davam conta que nos ranchos e casas da costa foi identificada grande quantidade de objetos, que foram lançados à praia em malas e caixas. Dos corpos dos soldados, muitos foram encontrados com os bolsos de suas vestes revirados, como se alguém ali tivesse mexido a procura de algo. Em um outro ponto da costa, teria dado o corpo de uma mulher, cujas jóias foram roubadas, pois seus dedos apresentavam sinais de que os anéis teriam sido arrancados à força (Eccho do Sul, 30-07-1887).
Em verdade, tais práticas não eram de todo desconhecidas das autoridades, pois, bandoleiros acendiam tochas em chifres de bois para simular a existência de faróis sinalizadores e desviar os navios de suas rotas. Assolados por ventos fortes, ondas enormes e por bancos de areia traiçoeiros, dezenas de navios não resistiam e naufragavam ou encalhavam na beira da praia, tornando-se presas fáceis para os grupos armados que aterrorizavam o litoral do sul do Brasil.

## As vítimas
O vapor conduzia, além de passageiros civis, vários militares que se deslocavam para Mato Grosso, alguns acompanhados de suas mulheres e filhos.
Nunca se soube quantas pessoas estavam no navio, no momento do sinistro, uma vez que, nos portos de escalas, muita gente embarcava e desembarcava sem o devido registro. Além disso, como costume de então, crianças pequenas não pagavam passagem em certas rotas. É possível, ainda, que houvesse escravos a bordo – a escravidão somente acabaria dois anos mais tarde.
A capacidade total era de 200 pessoas, das quais, 40 eram da tripulação. Quando saiu do Rio de Janeiro foram registradas 160 pessoas entre tripulantes e passageiros, porém é certo que, nas escalas intermediárias houve desembarque de passageiros. Alguns jornais (por exemplo, O Paiz, do Rio de Janeiro) indicavam que o navio viajava com a capacidade máxima quando naufragou. Outras fontes, informavam que havia entre 107 a 126 pessoas a bordo.
Na edição de 19 de julho, o jornal Eccho do Sul publicou a seguinte lista de passageiros: Tenente-coronel Francisco Villela de Castro Tavares, oito filhos e um criado; Primeiro-tenente Antônio Pedroso Pompeu de Barros e um criado; Primeiro-tenente José Maria P. de Barros, Tenente Carlos Delfim de Carvalho, Francisco Gomes dos Passos Perdigão; Zeferino Cunha, José Antônio de Mello, Pedro Z. Cocy, Francelino Olímpio Corrêa, Manuel Gervásio Andrade, Jorge Meyer, Miguel José Pinheiro, Átila Fernandes, Samuel Drohins, Manoel da Rosa Garcia, Antônio Thomé de Paiva, Francisco Antônio, João Braga, João Gomes Batalha, João Antônio Rodrigues; quatro cadetes, dezoito praças, duas mulheres e três filhos, oito passageiros de terceira classe e dois imigrantes. Nos portos intermediários, outros passageiros seriam embarcados. O jornal acrescentou apenas os que embarcaram em Desterro: O capitão Carneviva, a esposa, três filhos e uma cunhada.
Assim, de acordo com a lista, eram 73 passageiros que, somados à tripulação, totalizava 113 pessoas a bordo, o que se tornou o número "oficial" de mortos. Dos tripulantes, sabe-se que, pelo menos, dois eram uruguaios.
Sabia-se, ainda, ter embarcado em Santa Catarina, o cônsul do Império Austro-Húngaro no Rio de Janeiro, o qual visitava as colônias do sul do Brasil. De fato, em [21 de julho, a imprensa dava notícia ter dado a praia uma homem alto, louro, calvo, com feições europeias e elegantemente trajado, o que presumiu-se ser o corpo do referido cônsul.
Outra circunstância que ajudou a alimentar o mistério acerca da quantidade de pessoas a bordo, foi o fato de que não houve contagem daqueles que foram enterrados apressadamente nas praias, o que dificultou a realização de uma estatística confiável.

## Outros navios afundados
Além do Rio Apa, a tempestade afundou mais outras quatro embarcações:
- Évora. Escuna brasileira, que havia saído de Rio Grande com destino a Macau. Encalhou e foi ao fundo nove milhas ao sul da barra. Salvou-se a tripulação.
- Cavour. Vapor inglês, procedente do Rio de Janeiro. Encalhou e afundou ao largo da praia do Mar Grosso (São José do Norte). Salvou-se toda a tripulação.
- Dona Guilhermina. Patacho nacional, de Rio Grande, procedente do Rio de Janeiro. Carregava açúcar para Porto Alegre e naufragou na Praia do Albardão (ao sul da praia do Cassino). Um passageiro morreu.
- Telenak. Barca norueguesa. Seguia viagem de Montevidéu para Pensacola. Naufragou na costa de Santa Vitória do Palmar.

## Repercussão

### Na sociedade
No Rio Grande do Sul, a consternação foi geral. Exéquias solenes foram celebradas em sufrágio das vítimas por todos os recantos. À catedral de Porto Alegre dirigiram-se todas as autoridades superiores da Província. O comércio fechou as portas, e a bandeira foi hasteada em funeral nos prédios públicos e muitos particulares.
Por semanas, os jornais seguiram mencionando detalhes do desastre e nominando as vítimas. Em Rio Grande, fizeram-se procissões à praia, de onde a população pranteada lançava flores ao mar.
Em 1987, foi celebrada uma missa na Catedral de São Pedro, em Rio Grande, pela passagem dos cem anos do desastre.

### Na imprensa
Em uma época em que nem sequer existia rádio, o desaparecimento do navio, o surgimento dos destroços, bem como a incerteza do destino dos passageiros e da tripulação foram intensivamente divulgados pela imprensa de Rio Grande, a partir de 16 de julho, através de dois de seus principais periódicos da época: O Diário do Rio Grande e o Eccho do Sul, os quais foram dimensionando a tragédia e consolidando a consternação da população até os primeiros dias do mês de agosto. Em Porto Alegre, assim como no Rio de Janeiro, os jornais também deram destaque ao desastre.
Pelas notícias veiculadas, a percepção do desastre na imprensa pode ser dividida em três momentos: até o dia 15, conjecturava-se a hipótese de o navio estar perdido no meio do oceano; após àquela data, o naufrágio foi dado como certo, porém, acreditava-se que os sobreviventes estavam nas praias à espera de socorro, hipótese esta que se mostraria plausível por ocasião da descoberta dos cadáveres; após o dia 25, enfim, percebeu-se a tragédia em toda a sua dimensão. As precárias condições de navegação na barra foram cada vez mais questionadas, assim como a negligência das autoridades nas semanas que se seguiram.

## Indignação
As dúvidas a respeito do naufrágio e da possível existência de náufragos motivou um quadro de indignação frente a uma suposta negligência e desinteresse das autoridades em prestarem socorro às prováveis vítimas. A morosidade das autoridades para acompanhar a tragédia e buscar possíveis sobreviventes foi duramente denunciada pelo Diário do Rio Grande, o qual, teceu severas críticas ao governo local e provincial, bem como à Companhia de Navegação. A esta, pairava a acusação de ter demonstrado pouca preocupação com o destino do navio.
De acordo com o jornal, "quanto mais a gente entra nos detalhes da horrorosa e lamentável desgraça, mais se firma a convicção sobre a falta de providências prontas, enérgicas e humanitárias. Os pobres passageiros e tripulantes foram tratados como réprobos sociais. Não se teve com eles e menor humanidade. Nunca se viu na costa do Brasil semelhante indiferença e desumanidade por pobres náufragos. Não há exemplo de uma tratamento tão iníquo, de um abandono tão revoltante e criminoso" (28-07-1887).
Como mencionado alhures, após a descoberta dos cadáveres, começou a se firmar a ideia de que houve sobreviventes do naufrágio devido a muitos corpos estarem em razoável estado de conservação e com salva-vidas. Foi levantada a hipótese que teriam morrido de frio, fome ou sede ao longo do litoral sem que recebessem qualquer socorro. Também, havia a suspeita de que muitos dos náufragos foram assassinados por saqueadores quando deram à praia e, nesse porto, questionou-se o porquê de não terem sido feitos exames necrológicos.
"Quem pode assegurar que se nos primeiros dias que se seguiram à catástrofe saíssem alguns vapores a percorrer a costa, não conseguiriam ainda recolher algumas vítimas do naufrágio (…) Não seria também conveniente proceder o exame no estômago dos infelizes a fim de verificar se a morte tinha sido produzida pelo frio, pela fome, pela sede ou pela asfixia por submersão? (…)" (28-07-1887).
No dia 29, chegou a notícia de que "entre o Estreito e o Capão do Meio deram à praia oito cadáveres em perfeito estado, todos com salva-vidas, polidos e com o estômago extremamente contraído. Todos os indícios são de que os infelizes morreram de fome e recentemente. Foram, portanto, assassinados pela desumanidade de quem tinha o dever de ir ao seu auxílio".

## Consequências
O afundamento do Rio Apa por um longo tempo repercutiu, e deixou de ser um desastre provocado pela natureza – a tempestade acompanhada pela explosão da caldeira – para se tornar um fato social e político de denúncia ao desleixo e despreparo dos órgãos públicos para enfrentarem situações de tragédia.
Em uma época de agitadas discussões políticas - a questão da escravidão, a agitação do movimento republicano, como exemplos principais, - o naufrágio na costa do Rio Grande do Sul serviu para mostrar a precariedade do sistema de apoio à navegação (previsão do tempo, sinalização náutica, telegrafia etc), justamente em um momento que aumentava a população do país, bem como a sua produção econômica e mercantil.
No curto e médio prazo, duas providências foram tomadas pelo Governo Imperial (e, logo a seguir, pelo Governo Republicano) a fim de evitar, ou pelo menos, minimizar, tragédias como aquela: a gradual profissionalização dos serviços de meteorologia e o melhoramento dos portos brasileiros, em especial, no de Rio Grande, cuja desobstrução da barra se tornou premente. Mesmo assim, demandariam, ainda, muitas décadas para tornar a navegação de cabotagem relativamente segura nas costas brasileiras.

### No serviço meteorológico
Quando sobreveio a tempestade de 11 de julho, o Brasil ainda não possuía qualquer tipo de serviço de previsão do tempo e a tragédia aconteceu justamente na época em que se tentava organizar uma rede de estações meteorológicas no país.
Desde 1827, quando foi criado o primeiro observatório astronômico do Brasil, transformado, algum tempo depois, no Imperial Observatório do Rio de Janeiro, já estavam sendo realizadas no país observações meteorológicas. No entanto, naqueles sessenta anos, praticamente não houvera qualquer evolução científica nos métodos utilizados, tampouco investimentos oficiais para modernizar o setor. Os dados eram coletados por cientistas amadores voluntários – médicos, engenheiros e oficiais, muitos deles funcionários de outros órgãos do governo – espalhados pelo território brasileiro. Além de boa vontade, estes ainda tinham que dispor de um telégrafo para transmitir as informações colhidas localmente para o observatório no Rio de Janeiro. Além disso, não era obrigatória a utilização do telégrafo no envio dos dados, o que limitava sua aplicação à climatologia.
Tantas dificuldades explicam por que foi tão difícil prever o temporal que causou o naufrágio do Rio Apa. A comoção provocada pelo desastre e as críticas veiculadas na imprensa levaram os meteorologistas a manifestarem-se publicamente sobre o assunto.
O Jornal do Commercio, do Rio de Janeiro, em matéria publicada em 21 de julho, "ainda debaixo da dolorosa impressão dos sinistros ocorridos na nossa costa do sul", alertava o governo sobre "a necessidade de iniciar a organização de um serviço meteorológico semafórico ao correr do nosso litoral. (…) É incalculável o número de naufrágios que tem poupado este serviço excelentemente organizado em alguns países da Europa e nos Estados Unidos…".
Henrique Morize, hoje tido como um dos patronos da meteorologia brasileira, e que, à época, era funcionário responsável pelo serviço meteorológico do Imperial Observatório, teve a iniciativa de prestar contas à sociedade, em um artigo publicado na revista de divulgação científica do Observatório.

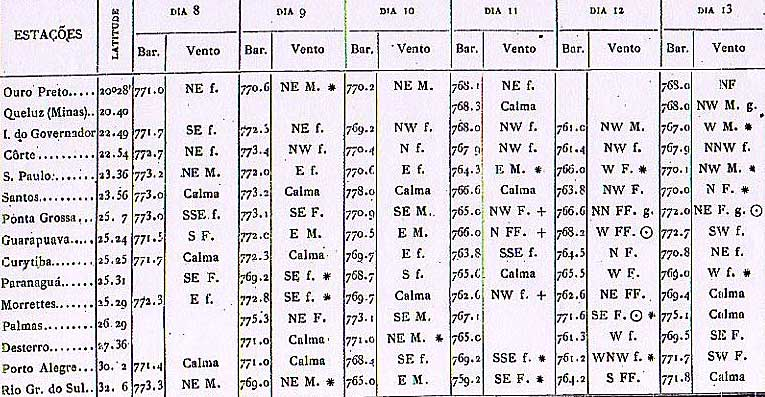
Tabela com dados sobre a pressão atmosférica, força e direção dos ventos entre os dias 8 e 13 de julho de 1887.

Naquele artigo, Morize apresentou e analisou uma tabela contendo dados relativos à pressão atmosférica e à força e direção dos ventos entre os dias 8 e 13 de julho de 1887 (vide figura), no Rio de Janeiro e em outras estações da incipiente rede meteorológica do Observatório. De acordo com a sua análise, nada fazia prever a terrível tempestade que afundou o paquete. Isto porque, segundo ele, a pressão teria diminuído de maneira muito gradual ao longo daqueles dias, e uma depressão mais significativa só teria sido verificada no dia seguinte à tempestade. Do mesmo modo, os ventos registrados antes da tempestade teriam sido de fracos a moderados, predominantemente de SE, mas vindos de direções variadas.
Concluiu que "a previsão dos temporais nessa parte do Brasil é especialmente difícil e que mesmo com maior numero de estações do que as poucas que ali possuímos, pouco se teria adiantado". E justificando seu ceticismo, acrescentou: "Com efeito, todos aqueles que conhecem a costa de Santa Catarina ao Prata sabem que os temporais mais perigosos que aí reinam e são chamados pelo nome característico de carpinteiros são os de SE. Estas tempestades, vindo do alto mar tornam-se dificílimas de prever, pois que já podem estar muito desenvolvidas no oceano, onde não há ilhas em que se possa organizar estações, antes de ter mostrado sensíveis pródromos nas estações da costa". (Morize, 1887, p. 119)
Embora outras polêmicas tenham cercado o caso, o desastre no litoral do Rio Grande do Sul, acabou convencendo as autoridades acerca das dificuldades envolvidas na previsão do tempo no Império do Brasil. Talvez por influência da tragédia, a Princesa Isabel decidiu, em 1888, um mês antes de abolir a escravidão, criar uma instituição específica para cuidar do assunto: a Repartição Central Meteorológica.

### Melhorias no porto e desobstrução da barra
O problema do melhoramento da barra esteve sempre nas cogitações do Governo Imperial, do Governo Provincial e notadamente da Associação Comercial da cidade do Rio Grande, a qual assumiu papel de autêntica benemerência nos esforços desenvolvidos sem cessar junto ao Governo, no sentido de lhe estimular a ação. Tendo em vista o desenvolvimento da Província, uma das mais importantes do país, o Governo Imperial sempre perseverou na ideia de abrir um canal profundo através da barra, tornando-a praticável à navegação de grande calado.
Durante o século XIX, tal ideia, entretanto, nunca chegou a ser realizada porque, em suas consultas a técnicos especializados no assunto, o governo só colheu opiniões condenatórias a qualquer obra de melhoramento da barra. Cogitou-se, inclusive, transferir-se o porto da província para a cidade de Torres no litoral norte, junto a foz do rio Mampituba.
Durante a década de 1880 do século XIX, o Governo Imperial mandou proceder aos estudos necessários para a organização de um projeto definitivo para o porto do Rio Grande do Sul, bem como a mandar executar os trabalhos de desobstrução da barra ou quaisquer obras provisórias que facilitassem o movimento comercial da Província.
Na mesma época foi criada a Comissão de Melhoramento da Barra, chefiada pelo engenheiro Honório Bicalho, o qual apresentou um projeto – posteriormente adaptado pelo engenheiro holandês Pieter Caland – que consistia na construção de dois molhes paralelos e convergentes, dispostos perpendicularmente à costa, enraizados a partir da embocadura da Lagoa dos Patos.
Ao projeto de desobstrução da barra e de construção dos molhes - denominado "Projeto Bicalho-Caland" -, foi também associado o direito de exploração das instalações portuárias, que seriam encampadas pelo governo estadual em 1920.
Foi só com um acordo firmado em 12 de setembro de 1906, já sob o governo republicano do presidente Affonso Penna, que o problema da barra de Rio Grande começaria a ser encaminhado. A execução do projeto "Bicalho-Caland" ficou a cargo do engenheiro Elmer Lawsorence Cortheill, especialista em obras hidráulicas que trabalhara na fixação da barra do rio Mississipi, nos Estados Unidos.
Dificuldades de ordem financeira, bem como a burocracia administrativa protelaram o início definitivo dos trabalhos na barra e no porto para o ano de 1909. No ano anterior, foi necessária a criação, em Paris, da Compagnie Française du Port Du Rio Grande do Sul, constituída com capitais europeus, à qual foi transferido o contrato de construção dos molhes e de exploração do porto.
A construção iniciou em 1910-1911 e, em 1915, o molhe leste foi completado com 3.940 metros e prolongado até a extensão de 4.012 metros em forma de dique submarino; o molhe oeste foi ultimado com a extensão de 4.012 m, com um prolongamento submarino de 288 metros.
Em 1 de março daquele ano, a corveta Benjamim Constant, com calado de 6,40 metros, transpôs sem dificuldades a barra, marcando a sua desobstrução definitiva. Em 15 de novembro, a primeira seção do novo porto entrava em operação. Foi só a partir de então que as rotas marítimas para Rio Grande tornaram-se mais seguras.

## Na literatura
Na literatura brasileira, o naufrágio do Rio Apa também repercutiu, servindo de pano de fundo no conto Paulino e Roberto, de autoria do poeta e jornalista Artur Azevedo, publicado pela primeira vez no Correio da Manhã, em 1903.
O conto retrata a história de Paulino, homem de casamento infeliz e de uma vida de grandes dificuldades no Rio de Janeiro, que resolve ir ao Rio Grande do Sul para tentar a sorte em um negócio. Embarca a bordo do Rio Apa, porém perde o navio em Santa Catarina, tomando conhecimento, pouco depois, que a embarcação afundara sem deixar sobreviventes. Dado como morto, resolve assumir outra identidade – Roberto – que, anos depois, volta ao Rio de Janeiro para saber como anda a vida de sua mulher Adelaide, formalmente viúva e novamente casada com seu ex-melhor amigo.
Na literatura brasileira, sobre o episódio, cabe registrar o poema Naufrágio do Rio Apa, escrito pelo poeta Francisco Lobo da Costa, na cidade de Pelotas, estado do Rio Grande do Sul, em 10 de agosto de 1887. O poema foi publicado nas edições de 1896 e 1910, de Dispersas.